# Max Beermann
Max Mordechai Beermann (geboren 5. April 1873 in Berlin; gestorben 2. August 1935 in Wiesbaden) war ein deutscher Rabbiner.

## Leben
Beermanns Eltern waren Hermann und Johanna Beermann. Max Beermann legte das Abitur am Königstädtischen Gymnasium in Berlin ab und studierte ab 1894 Philosophie in Berlin und Gießen, wo er 1897 promoviert wurde. Von 1897 bis 1898 wurde er am orthodox ausgerichteten Rabbinerseminar in Berlin zum Rabbiner ausgebildet. 1898 wurde Beermann Bezirksrabbiner in Insterburg. Hier heiratete er Recha, geb. Goldschmidt, das Ehepaar hatte zwei Töchter.
1915 wurde Beermann zum Bezirksrabbiner von Heilbronn gewählt. In dieser Funktion gab er auch Religionsunterricht an Heilbronner Gymnasien und Mittelschulen sowie am Lehrerseminar. Daneben arbeitete er an der Volkshochschule Heilbronn mit und unterrichtete am 1926 gegründeten Jüdischen Lehrhaus in Stuttgart. Beermann publizierte daneben zum Judentum in Deutschland und kämpfte sein Leben lange gegen Judenfeindschaft und Antisemitismus. 1924 wurde er Hauptschriftleiter der Süddeutschen Israelitischen Wochenschrift.

## Veröffentlichungen (Auswahl)
- Das Judentum und seine Bedeutung. Arends & Mossner, Berlin 1896.
- Maimonides' Commentar zum Tractat Edujoth Abschnitt I, 1–12: zum ersten Male im arabischen Urtext herausgegeben, mit verbesserter hebräischer Übersetzung, deutscher Übersetzung, Einleitung und Anmerkungen versehen. H. Itzkowski, Berlin 1897 (Zugl.: Giessen, Univ., Phil. Diss., 1897).
- Die Stimme Jakobs, Bd. 13–15, Wirth, Mainz 1901.
- Raschis Leben und Wirken: zwei Preisschriften. Kräuter, Worms 1906.
- Sonne und Schild ist der Ewige! Festpredigten; nebst einem Anhang: Sabbat- und Gelegenheits-Reden. Kauffmann, Frankfurt a. M. 1909.
- Das jüdische Problem: ein unwissenschaftlicher Versuch des Herrn Pfarrers Auer-Geisslingen kritisch beurteilt. Jauch, Stuttgart 1921.
- Unser Judentum. Philo-Verlag und Buchhandlung, Berlin 1926.
- Beiträge zur Wesenserkenntnis des Judentums. Abwehr-Blätter, Berlin 1929.